# Людина-яблуня
В англійському фольклорі Людина-яблуня — це ім'я духу найстарішої яблуні у саду, в якому, як вважають, живе родючість саду. Казки про людину-яблуню зібрала фольклористка Рут Тонг у графстві Сомерсет, де виробляють сидр. У одній історії напередодні Різдва чоловік пропонує свій останній кухоль глінтенту сидру деревам у своєму фруктовому саду (віддзеркалення звичаю та ритуалу яблучної гілки). Він отримує нагороду від Людини-Яблуні, яка відкриває йому місце розташування закопаного золота, якого більш ніж достатньо, щоб заплатити за оренду.
В іншій казці фермерський кіт з цікавістю досліджував поля, які люди уникали працювати, бо їх переслідували привиди та відьми. Одного разу вона вирушила в дорогу й дійшла аж до саду, коли Яблуневий чоловік попередив її повертатися додому, тому що люди збираються налити сидру для його коріння та стріляти з рушниць, щоб відігнати відьом. Він переконав її не блукати вночі до вечора святого Тібба, але вона ніколи цього не робила, бо не знала, коли буде вечір святого Тібба.